# Oolite

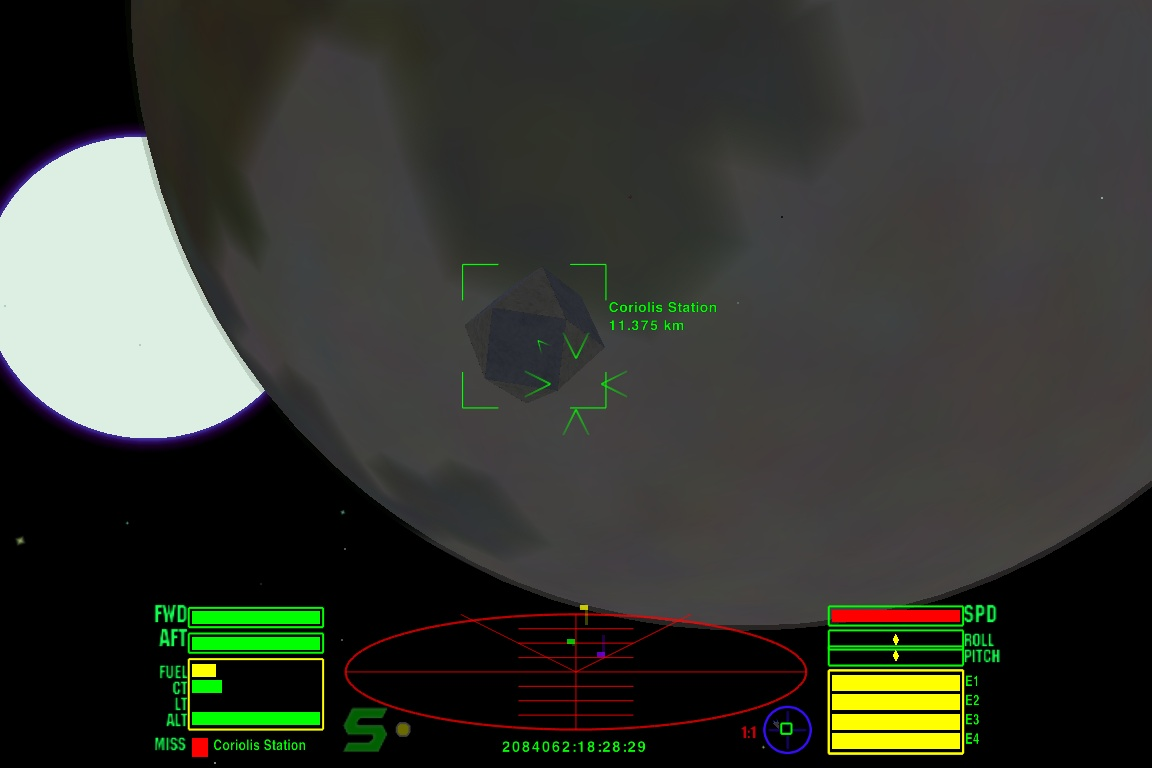
Oolite-Screenshot der MacOS-Version von 2005

Oolite ist eine 3D-Weltraum-Flugsimulation im Geiste von Elite. Es ist in Objective-C geschrieben und der Name leitet sich von Object-oriented Elite ab. Außer vom Computerspiel Elite wurde die Hintergrundgeschichte Oolites auch durch die damals bei Elite mitgelieferte Novelle The Dark Wheel beeinflusst.
Der Quelltext von Oolite ist seit dem 27. Februar 2007 unter der GNU GPL version 2 erhältlich, während die anderen Teile (Bilder, Musik, Texturen, Modelle) unter der CC-BY-NC-SA-3.0 license erhältlich sind. Dies macht Oolite zu halbfreier Software.

## Entwicklung
Es wurde von Giles Williams für Mac OS X entwickelt und im Juli 2004 unter der BSD-Lizenz veröffentlicht. Im September 2005 erreichte die Mac-Version die Versionsnummer 1.52 und eine Linuxportierung wurde zeitgleich veröffentlicht. Die Windows-Version wurde im März 2006 veröffentlicht. Portierungen für SGI IRIX und FreeBSD sind ebenfalls erhältlich.
Im Oktober 2006, nach der stabilen Version 1.65, gab Williams bekannt, dass er die Entwicklung einstelle, sobald er die Shader-Unterstützung fertiggestellt habe. Das Projekt wurde am 27. Februar 2007 unter die GNU GPL Version 2 gestellt und nach einiger Zeit weiterentwickelt. Am 15. Dezember 2011 wurde die stabile Version 1.76 veröffentlicht.

## Spielmechanik

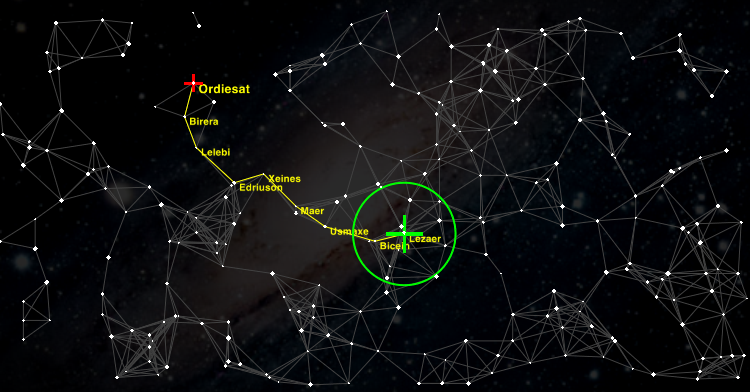
Sternenkarte

### Grundlagen
Ähnlich wie Vegastrike und der Klassiker Elite ist Oolite eine nichtlineare Weltraumsimulation ohne vorgegebenes Ende, für die es nur den Einzelspielermodus gibt. Man schlüpft in die Rolle eines Piloten eines Raumschiffs, das fähig ist, interstellar zu reisen. Jedes Sonnensystem hat einen bewohnten Planeten mit einer Raumstation, auf der man Handel treiben, sein Schiff aufrüsten lassen oder Missionen annehmen kann. Obwohl es prinzipiell möglich ist, in jedes Sonnensystem zu reisen (vorausgesetzt, man hat genug Treibstoff und die Reichweite der Triebwerke ist groß genug), landet man mit gehörigem Abstand zum Zielplaneten, und muss von dort „normal“ hinreisen. Auf dem Weg dorthin kann man auf Weltraumpiraten und andere Handelsschiffe treffen, wobei man dann die Möglichkeit hat, in Weltraumkämpfe verwickelt zu werden. Die prinzipiellen Angriffswaffen sind Laser und Raketen, wobei es davon verschiedene Typen in den Weltraumstationen zu kaufen gibt. Die meisten Kämpfe werden im Nahkampf ausgefochten, wobei zu bemerken ist, dass der Antrieb wie im Original Elite keine Trägheit und Gravitation kennt. Das heißt, jedes Schiff hat eine Maximalgeschwindigkeit, mit der es fliegen kann, im Gegensatz zur Realität, die nur eine Maximalbeschleunigung (und natürlich die Lichtgeschwindigkeit als Maximalgeschwindigkeit) kennt.

### Spielziele
Es gibt kein festgelegtes Spielziel in Oolite. Nur Geld und der Rang sind die einzigen „messbaren“ Arten, einen „Highscore“ zu erlangen.
Geld kann auf vielfältige Weise gewonnen werden. So sind Händler und Kopfgeldjäger nur zwei von vielen verschiedenen Möglichkeiten, Profite einzutreiben. Es ist sogar möglich, andere Händler zu überfallen, und deren Fracht einzusammeln, um diese am nächsten Weltraumbahnhof zu verkaufen. Die richtige Ausstattung des Schiffes vorausgesetzt lassen sich Asteroiden durch Erzabbau wertvolle Mineralien entlocken. Es ist auch möglich, als Kurier Gegenstände oder Personen gegen Entgelt „von A nach B“ zu befördern.
Mit dem verdienten Geld muss man die Treibstoffkosten und die verbrauchten Raketen abdecken, man kann aber auch andere Schiffe und weitere Ausrüstungsgegenstände kaufen.
Jedes Schiff, das vom Spieler zerstört wird, wird zu seinem „Elite rating“ hinzugezählt. Abhängig von der Anzahl der zerstörten Schiffe erhält der Spieler einen Rang:
- Harmless – 0 bis 7 zerstörte Schiffe
- Mostly Harmless – 8 bis 15 zerstörte Schiffe
- Poor – 16 bis 31 zerstörte Schiffe
- Average – 32 bis 63 zerstörte Schiffe
- Above Average – 64 bis 127 zerstörte Schiffe
- Competent – 128 bis 511 zerstörte Schiffe
- Dangerous – 512 bis 2559 zerstörte Schiffe
- Deadly – 2560 bis 6399 zerstörte Schiffe
- Elite – 6400 zerstörte Schiffe und mehr

### Missionen und Mods
Es gibt eine kleine Zahl von Missionen im Spiel, die nahezu eins zu eins von Elite übernommen wurden. Dem Spieler wird eine bestimmte Aufgabe gegeben, die er in einer bestimmten Zeit zu erfüllen hat. Hat er diese Aufgabe erfüllt, kann der Spieler in das Sonnensystem zurückreisen, um die Belohnung abzuholen. Es ist jedoch anzumerken, dass es nicht zwingend erforderlich ist, die Missionen zu erfüllen, geschweige denn anzufangen.
Durch die rege Beteiligung der Fan-Gemeinde gibt es eine Reihe von Mods, die eine Vielzahl von Missionen dem Oolite-Universum hinzufügen.

## Mods

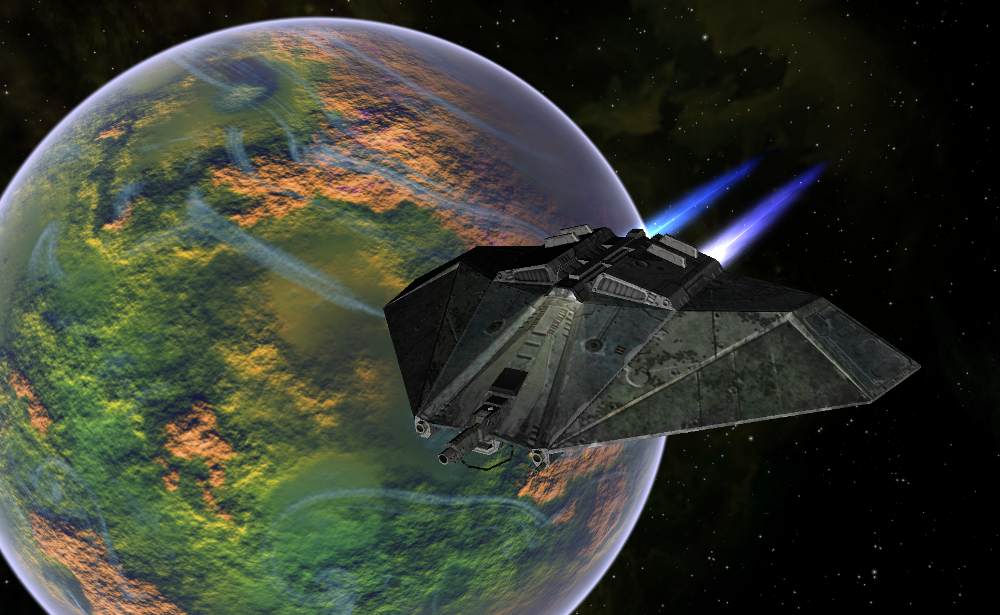
Oolite mit Texturpaketen

Da das Spiel von Anfang an darauf ausgelegt wurde, Menschen zum Erschaffen von Erweiterungen zu ermutigen, ist dies relativ simpel und erfordert nur geringe Programmierkenntnisse (XML, JavaScript). Die dazu nötigen Werkzeuge sind im Oolite-Wiki dokumentiert. Erweiterungen werden in Form von OXPs (Oolite eXpansion Pack) vertrieben, dessen Format ebenfalls ausführlich erklärt wird. Die heruntergeladenen OXPs werden einfach in den Addons-Ordner abgelegt und werden beim nächsten Spielstart automatisch eingebunden.
Durch die rege Beteiligung der Fangemeinde wurden mit der Zeit mehrere hundert Erweiterungen erzeugt. Diese reichen von weiteren Raumschiffen und Raumstationen über geskriptete, interaktive Missionen und abwechslungsreiche Mini-Spiele bis hin zu einer deutschsprachigen Übersetzung der Benutzeroberfläche. Es gibt auch Mods, die neue Waffen und Geräusche oder Musik hinzufügen.

## Rezeption
Der Charme des Vorbildes werde gut eingefangen. Die Grafik sei zwar gelungen, überrage jedoch auch nicht. Oolite benötige eine langwierige Einarbeitung und habe eine lange Spieldauer aufgrund der Komplexität und des Simulationscharakters.

## Fiktion
Um die Entwicklung von Oolite hat sich eine feste Fangemeinde gebildet, die eigene Science-Fiction-Romane hervorgebracht haben, die im Oolite-Universum spielen.
- The Virtuous Misfortune von Dylan Smith
- Status Quo, Schism und Mutabilis von Drew Wagar.

## Galerie

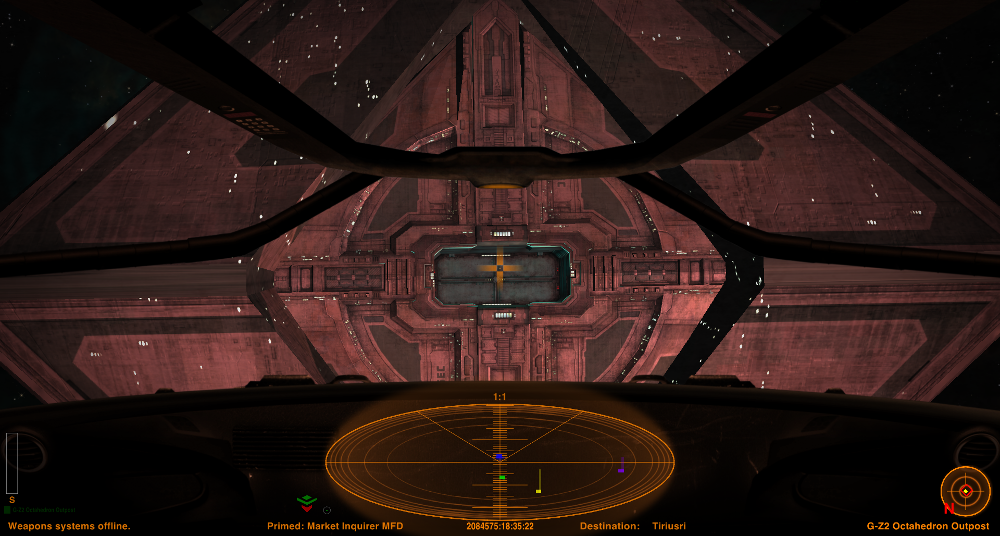
Dangerous HUD
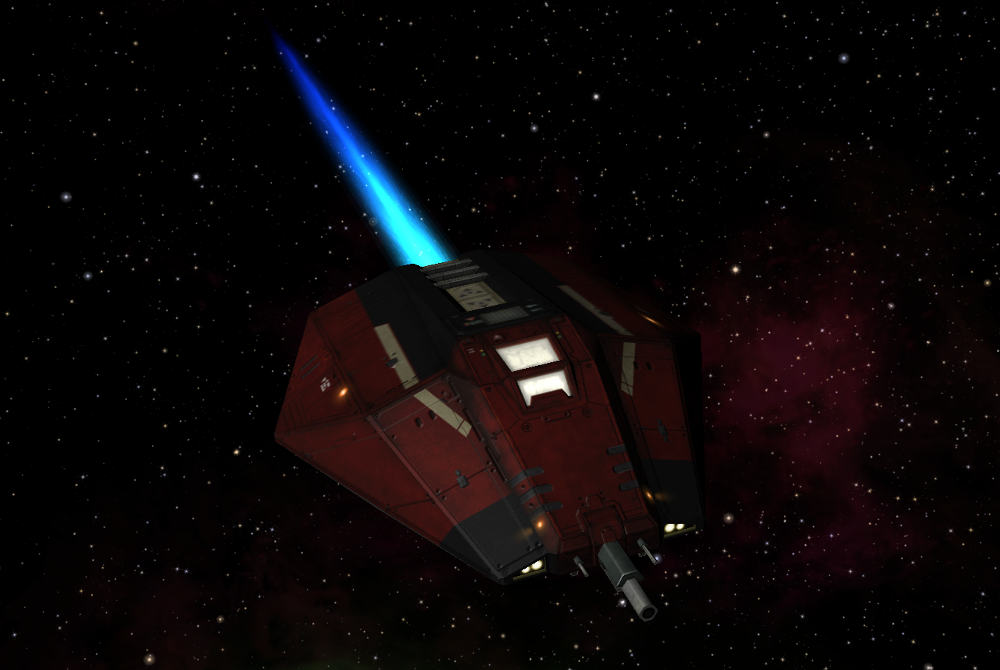
Raumschiff mit Textur-Paket
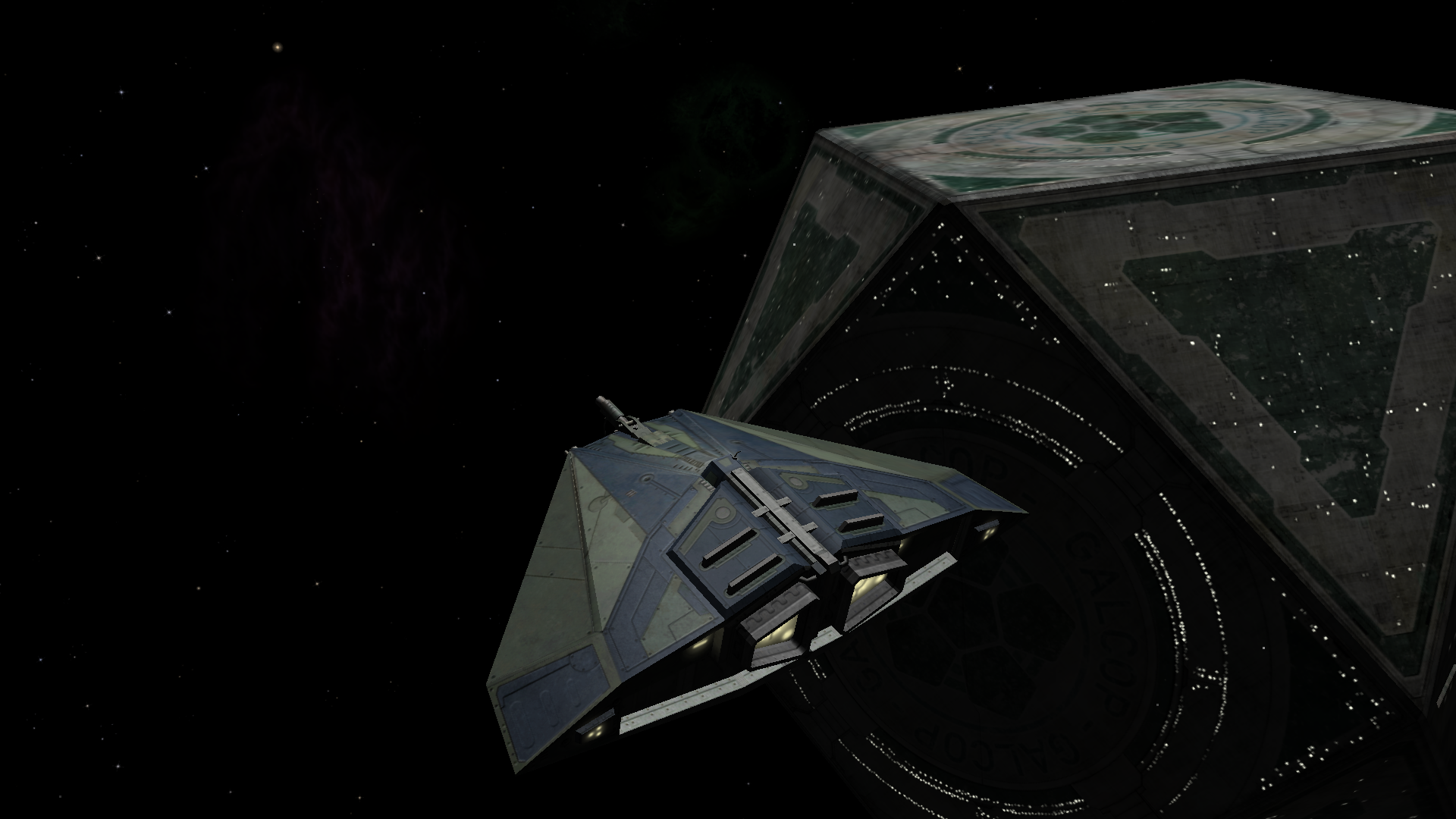
Raumschiff neben Raumstation
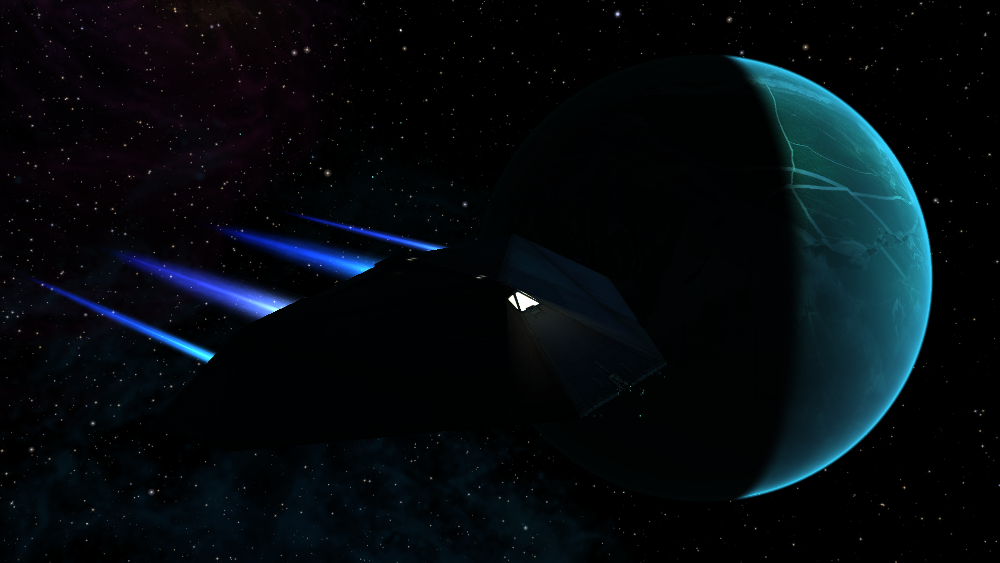
Cobra vor durch Mod eingefügten Planeten